# المجلة الأمريكية للاقتصاد وعلم الاجتماع
المجلة الأمريكية للاقتصاد وعلم الاجتماع (بالإنجليزية: The American Journal of Economics and Sociology)‏ هي مجلة أكاديمية محكمة تأسست في عام 1941 من قبل ويل ليسنر بدعم من مؤسسة روبرت شالكينباخ [الإنجليزية]. كان الغرض من المجلة هو إنشاء منتدى لمواصلة مناقشة القضايا التي أثارها هنري جورج، عالم الاقتصاد السياسي والفيلسوف الاجتماعي والناشط السياسي في أواخر القرن التاسع عشر. ورئيس تحرير المجلة هو كليفورد دبليو كوب.

## المستخلصات والفهرسة
المجلة مُلخصة ومُفهرسة في:
- ملخصات (سي أيه بي) [الإنجليزية]
- المحتويات الحالية / العلوم الاجتماعية والسلوكية
- سكوبس[4]
- مؤشر الاستشهادات في العلوم الاجتماعية [الإنجليزية]

وفقًا لتقارير الاستشهاد بالمجلات الأكاديمية، فإن عامل التأثير للمجلة لعام 2018 هو 0.455، حيث احتلت المرتبة 328 من أصل 363 في فئة "الاقتصاد" و 134 من أصل 148 في فئة "علم الاجتماع". 

## مقالات ذات صلة
- الجورجية (اقتصاد)